# チャールズ・ベルリッツ
- チャールズ・ベルリッツ[1]
- チャールズ・バーリッツ[2]

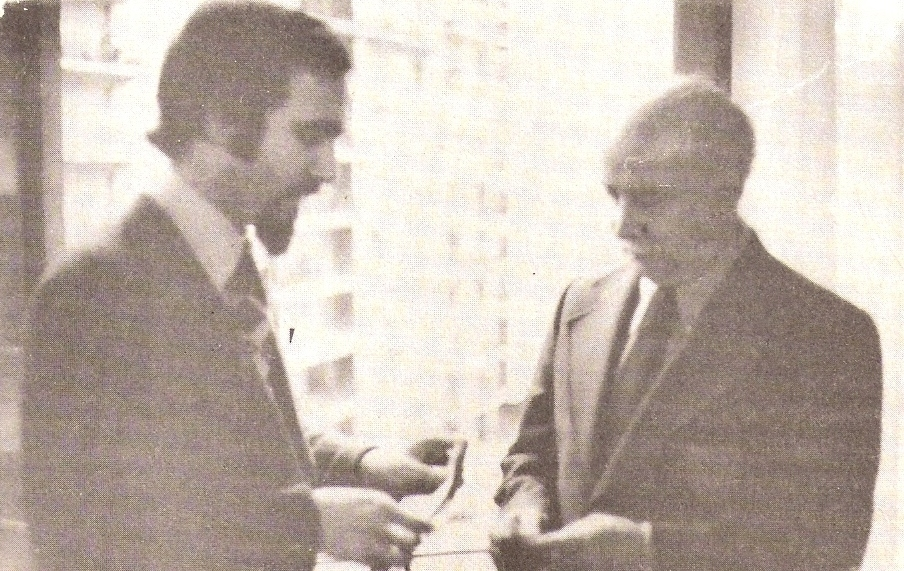
チャールズ・ベルリッツ（右）

チャールズ・ベルリッツ（英語: Charles Berlitz、1914年11月20日 - 2003年12月18日）は、アメリカ合衆国の言語学者、作家、超常現象研究家。チャールズ・バーリッツとも表記。ニューヨーク出身。

## 人物・来歴
ベルリッツ語学学校の創業者である言語学者のマキシミリアン・ベルリッツの孫。自身も言語学者として『Native tongues』（1982年、日本語題『ベルリッツの世界言葉百科』）、『Around the world with 80 words』（1991年、日本語題『ベルリッツの世界言葉案内』）を著したほか、ベルリッツ語学学校の語学カリキュラム作成などにも携わった。
超常現象研究家としては、バミューダトライアングルやフィラデルフィア計画に関する著書で知られる。特に前者については、著書『The Bermuda Triangle』（1974年、日本語題『謎のバミューダ海域』）が世界20か国語に翻訳され、総発行部数500万部以上の世界的ベストセラーとなり、この伝説が人々の間に広く知られることとなった。また日本列島南方の三角海域を、バミューダトライアングル同様に航空機や船舶が消失する魔の海域「ドラゴントライアングル」だと、著書『The Dragon’s Triangle』（1989年、日本語題『魔海のミステリー』）で指摘した。ただしバミューダトライアングルの正体は、超常現象としての支持者たちによる事実の誤認、歪曲、誇張、創作によるものだと、ローレンス・D・クシュの著書『Bermuda triangle mystery solved』（1975年、日本語題『魔の三角海域』）などで指摘されており、ベルリッツの著書にもそうした事実隠蔽や創作があるとの指摘もある。またドラゴントライアングルでの航空機や船舶の消失もクシュの同書で、同様に事実誤認によるものと指摘されており、日本の海上保安庁関係者もベルリッツの著書の内容を疑問視している。
そのほか、アメリカのロズウェルに墜落したUFOをアメリカ軍が回収したといわれるロズウェル事件について、ウィリアム・L・ムーアとともに『The Roswell Incident』（1980年、日本語題『ニューメキシコに墜ちた宇宙船』、後に『ロズウェルUFO回収事件』に改題）を著し、この件が有名となるきっかけとなった。もっとも、この発行時点でベルリッツはすでにバミューダトライアングルなどで超常現象研究家として著名であったため、頼まれてロズウェル事件の普及に名前を貸しただけとの説もある。